# Antofilit
Antofilit je amfibolski mineral, magnezijsko-željezoviti inosilikatni hidroksid kemijske formule Mg7Si8O22(OH)2.  Mineral cummingtonit mu je polimorf. Neke forme antofilita su lamelarne ili vlaknaste i koriste se kao azbest. 

## Porijeklo imena
Ime mu dolazi od latinske riječi anthophyllum, što znači "klinčić", kao uputnica na najčešću boju u kojoj se mineral pojavljuje. 

## Postanak i ležišta
Antofilit je produkt metamorfizma magnezijem bogatih stijena, osobito ultrabazičnih magmatita i nečistih dolomitnih šejlova. Također nastaje kao retrogradni produkt izmjene ortopiroksena i olivina, te kao akcesorni mineral u kordijeritnim gnajsevima i škriljavcima. On je i produkt retrogradnog metamorfizma koji nastaje iz ultrabazičnih stijena, zajedno sa serpentinima. 
Ima ga u Pennsylvaniji, na sjeverozapadu New Hampshirea, središnjem Massachusettsu, Franklinu u Sjevernoj Karolini te u Gravelly Rangeu i planini Tobacco Root, na sjverozapadu Montane. 

## Postanak u ultrabazičnim stijenama
Antofilit nastaje raspadanjem talka u ultrabazičnim stijenama, u prisutnosti vode i CO2 (ugljik (IV)-oksida) progradnom metamorfnom reakcijom. Djelomičan tlak kojeg stvara ugljik (IV)-oksid (XCO2) u vodenim otopinama pogoduje nastanku antofilita. Veći dioksidni tlak stvara i višu temperaturu
Ultrabazične stijene u čistim vodenim okolišima, bez CO2 pogodovat će nastanku serpentinsko-antigoritno-brucitno-tremolitnih zajednica (ovisno i udjelu MgO), a one u amfibolitnom ili granulitnom stupnju metamorfizma piroksenima ili olivinima. 
Dakle, metamorfne zajednice ultrabazičnih stijena koje sadrže antofilit zapravo su indikatori facijesa matemorfizma zelenih škriljavaca u prisutnosti metamorfnih fluida bogatih s CO2.
Tipične metamorfne reakcije zajednica u ultrabazičnim stijenama s niskim (<25% MgO) i one s visokim udjelom magnezijevog oksida (> 25% MgO) su:
- Olivin + Tremolit + Talk → Olivin + Tremolit + Antofilit (nizak udio MgO, >550°C, XCO2 <0.6)
- Talk + Tremolit + Magnezit → Tremolit + Antofilit + Magnezit (visok udio MgO, >500°C, XCO2 >0.6)
- Talk + Magnezit + Tremolit → Antofilit + Tremolit + Magnezit (nizak udio MgO, >500°C, XCO2 >0.6)

Retrogradni antofilit je relativno rijedak u ultrabazičnim stijenama i obično je slabo razvijen zbog nižeg stupnja energije metamorfnih reakcija te zbog općenito dehidriranih stijena (tijekom metamorfizma). Slično, potreba za zamjenskim komponentama ugljik (IV)-oksida u metamorfnim fluidima ograničava pojavu antofilita kao retrogradnog minerala. Uobičajena metamorfna zajednica retrogradnih ultrabazičnih stijena sastavljena je najčešće od serpentina, talka i magnezita.
Retrogradnog antofilita najčešće ima u rasjednim zonama gdje lomovi i rasjedanje stijena omogućuju nastanak pukotina u koje, tijekom retrogradnje, mogu ući fluidi bogati ugljik (IV)-oksidom.

## Vanjske poveznice
- Mineral Galleries (engl.)
- Webmineral.com (engl.)